# Csillagó-hegy
A Balaton déli partja alatt (Külső-Somogy) található hegyekről szóló publikációkban néha pontatlanul, néha hibásan keverednek a magaslati pontok és elnevezéseik. Köztük a Szólád – Kötcse – Pusztaszemes – Kereki körzetben található magaslatok és a Csillagó-hegy is.

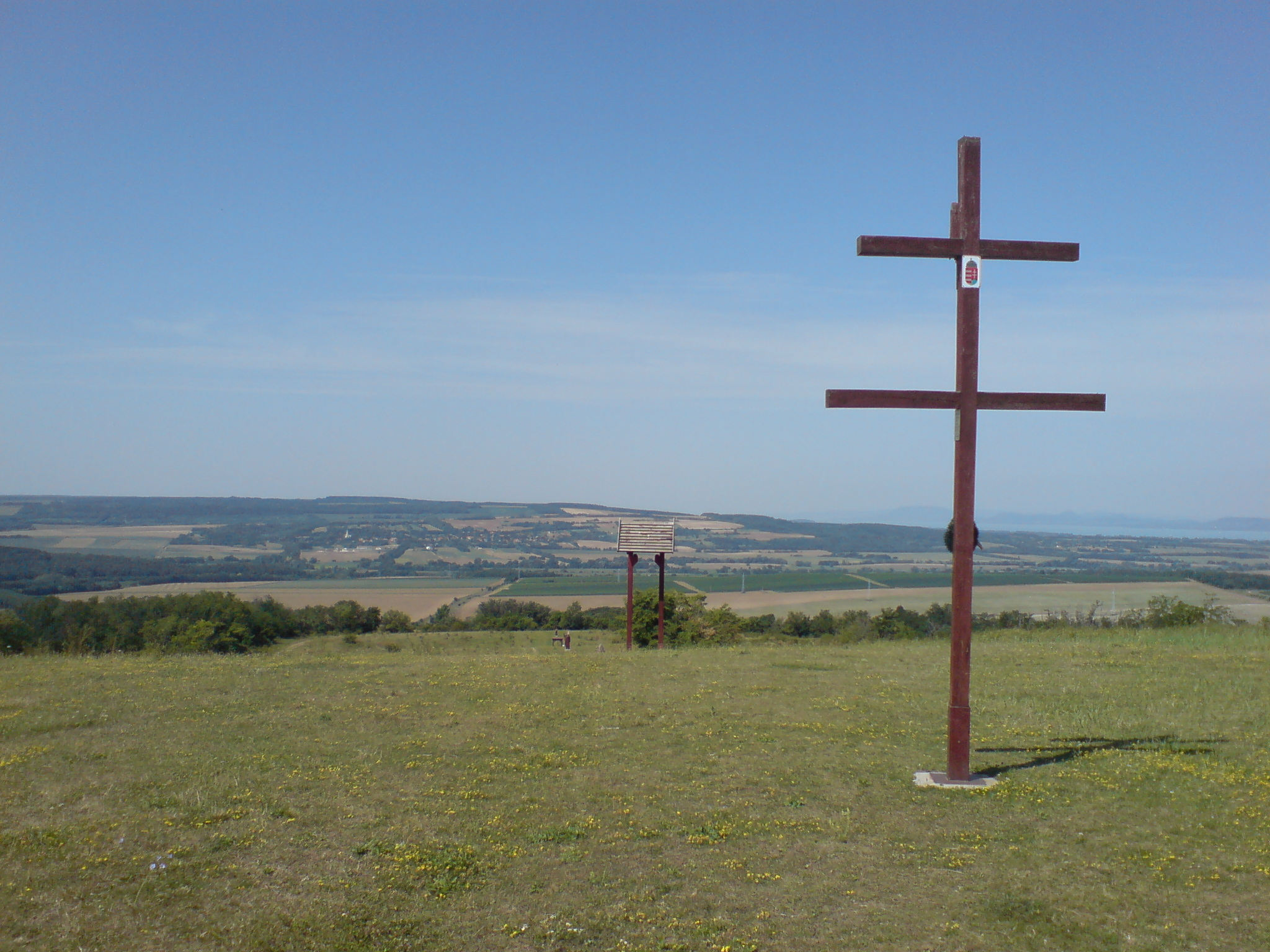
A nezdei szoborpark, háttérben a Hosszú-Kopasz és a Balaton

## 1. Szólád – Nezde szoborpark felső vége (290 m)
Füves hegytető a településtől ÉK-re, kilátás a Balatonra. Az ott álló kettős-kereszt jelzi:
IRMA KERESZT   ANNO DOMINI 2002. 06. 18.
ÁLLÍTTATTA: Dr. SOÓS LÁSZLÓ   CSUKA MÓNIKA
TURUL: Dr. ZSUBORI ZOLTÁN
```
       N46° 47’ 0,96”	E17° 52’ 49,8”
       N46,7836°	E17,8805°
EOV    X:160589m 	Y:560895m
```

Ha Szólád felől megyünk fel, Nezde elején kerüljük ki a települést É-ra. Így jutunk fel a dombtetőre.

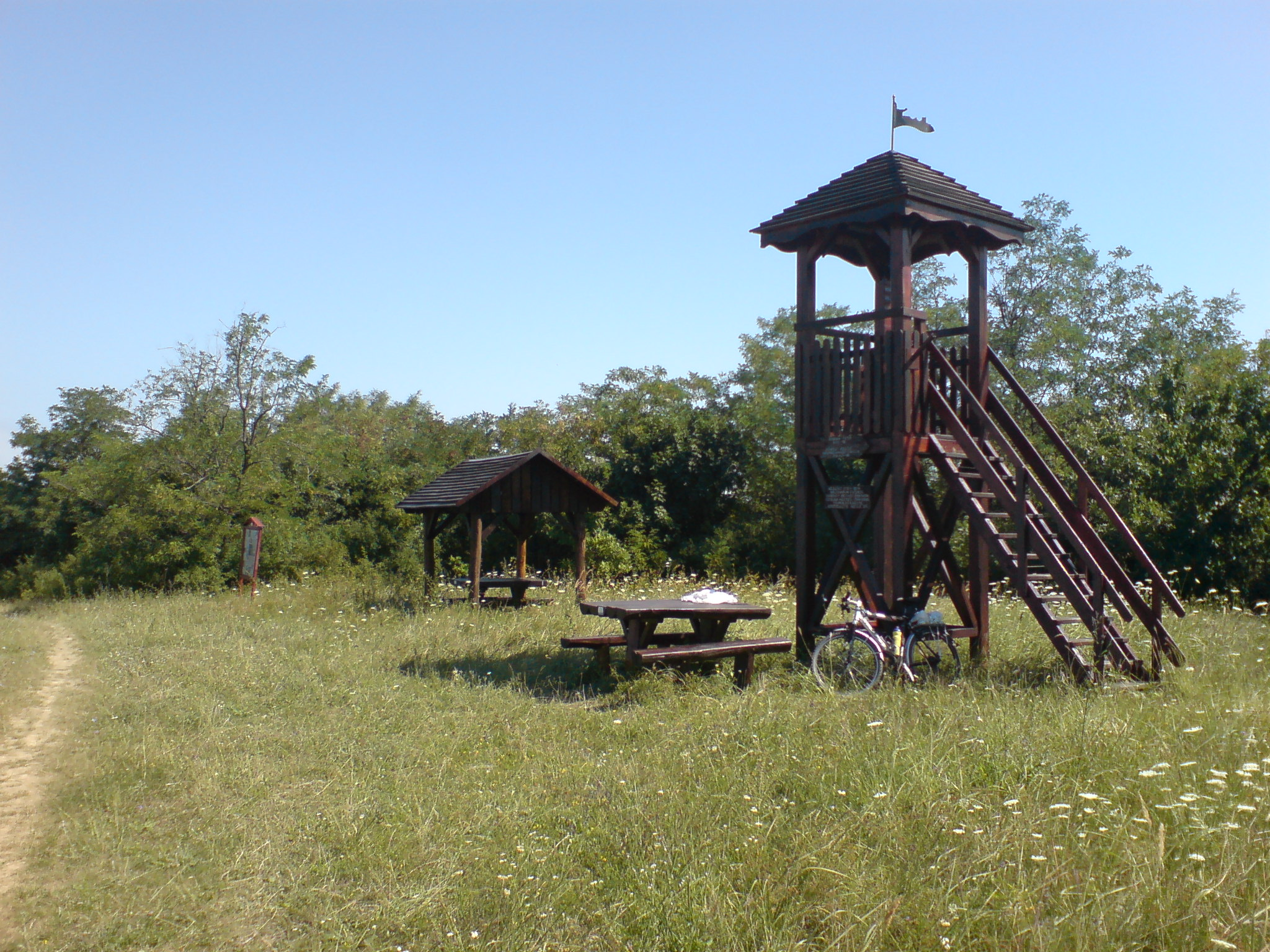
A nezdei kilátó

## 2. Kilátó Szólád – Nezde településtől K-re (290 m)
Kb. 7 m magas fa torony, kilátás a Balatonra.
```
       N46° 46’ 45,92”	E17° 52’ 55,46”
       N46,779421°	E17,882072°
EOV    X:160123m 	Y:561009m
```

A zöld háromszög turistaúton D-re kb. 900 m után érünk Almán-tetőre (Somogy megye legmagasabb pontja).

## 3. Almán-tető - Somogy megye legmagasabb pontja (316,43 m)
Erdővel borított hegycsúcs Szólád – Nezde településtől DK-re. 
Somogy megye legmagasabb pontján egy szép kopjafa található, beton alapzaton, tölgyfából faragva.
Állította 2009. október 3-án a szántódi Szent Kristóf Természetjáró Egyesület
```
       N46° 46’ 19,2”  E17° 52’ 52,08”
       N46,772°	E17,8811°
EOV    X:159299m 	Y:560925m
```

A zöld háromszög turistaúton tovább D-re egy elágazáshoz érünk. Itt jobbra fordulva a zöld háromszög turistaúton már látszik a geodéziai mérőtorony azaz a CSILLAGÓ.

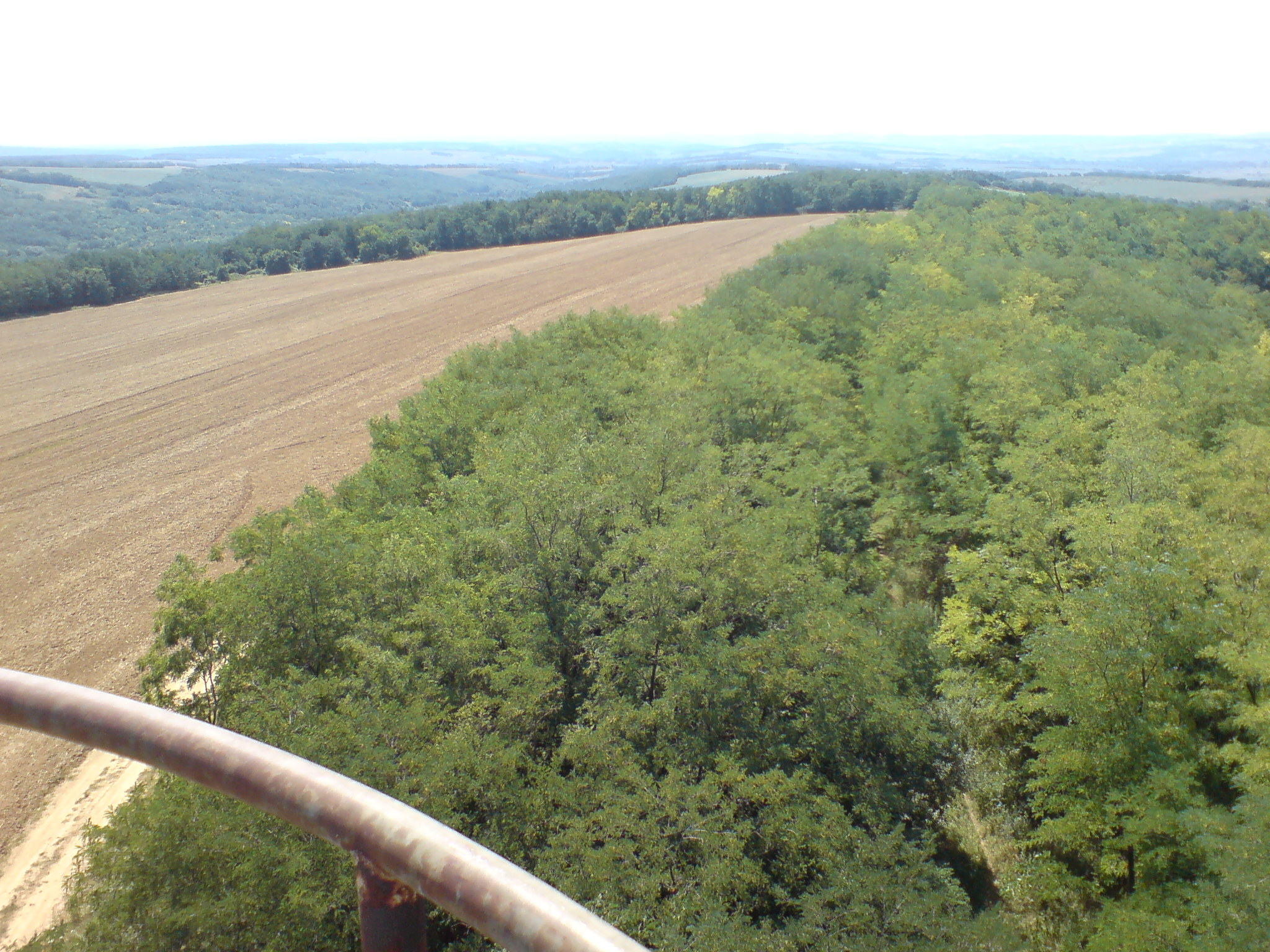
Csillagó-hegy, kilátás a geo-toronyból D-re

## 4. Csillagó-hegy (313,5 m)
Kb. 26 m magas (5 létrás) geodéziai torony Kötcse településtől ÉK-re.
Felirat: „ÁLLAMI FÖLDMÉRÉS 1977”
A bejárattól jobbra egy kő a bokrok tövében: „1928”
A torony nincs lezárva, körkilátás Somogyra és a Balatonra, távolban a Mecsek kéklik.
```
       N46° 45’ 47,08”	E17° 52’ 32,96”
       N46,763078°      E17.875821°
EOV    X:158313m 	Y:560504m
```

A Csillagó hegygerinc Ny-i oldala erdővel borított Kötcse irányába. K-i oldala művelt mezőgazdasági terület Aszó völgy felé. A hegy tetején hosszában egyenes földút fut É-D irányban, a zöld turistaút. A mások által leírt csillag alakú hegy és vízmosásos hegyoldalak nincsenek, ahonnan a „Csillagó” nevet feltételezik.
Vissza a zöld turistaúton tovább Pusztaszemes irányába lehet menni Fejérkő Várának romjához. Később balra le kell térni a vörös rom turistajelzésre, erre tábla figyelmeztet.

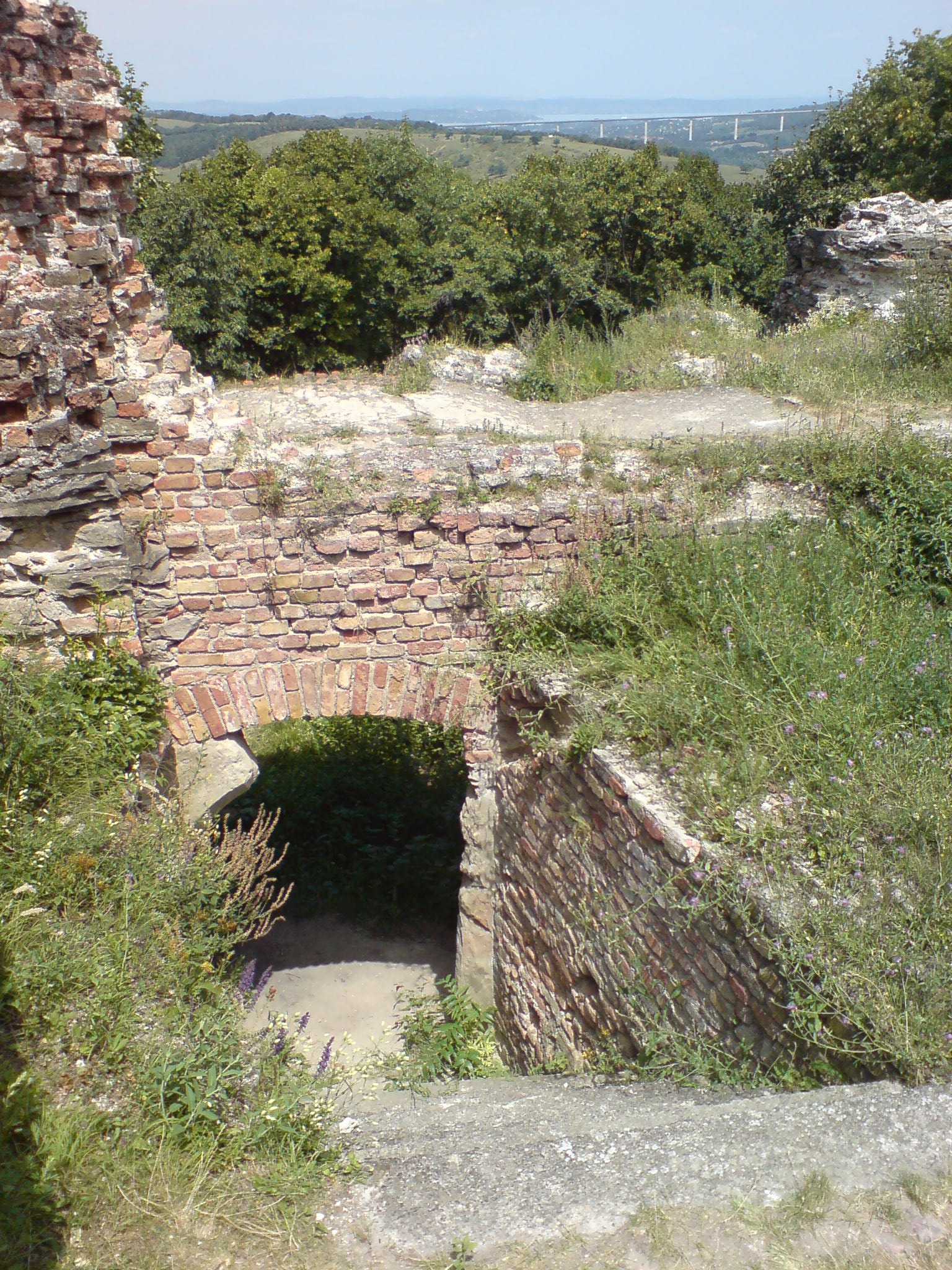
Fehérkő várának romja (Kereki vár), a háttérben a viadukt

## 5.Fehérkő várának romja - Kereki vár (264,3 m)
Erdővel borított hegytető Kereki településtől DNy-ra. A fák között bújik meg a vár romja. Kilátás a Balatonra és a Viaduktra.
A vár emlékét márványtábla őrzi:
KEREKI.FEJÉRKŐ VARÁ
MŰEMLÉK
FEJÉRKŐ VÁRÁNAK ROMJA
ÉPÜLT A XIV. SZÁZADBAN
A XVI. SZÁZADBAN A TÖRÖK ELŐL FELROBBANTOTTÁK
KÉSZÍTTETTE A KEREKI VÁRÉRT EGYESÜLET ELNÖKE PUSZTAI SZABOLCS, 2007.
HÁLÁBÓL FARAGTA BIBÓ JÁNOS
```
       N46° 46’ 57,05”	E17° 54’ 10,26”
       N46,782514°	E17,902850°
EOV    X:160443m	Y:562600m
```

Vissza a zöld turistaútra, tovább Pusztaszemes irányába lehet menni, egy elágazáshoz érünk, itt jobbra az antenna-torony felé fordulva a zöld turistaút bevisz Pusztaszemesre.

## 6. Gyugy-hát (311 m)
Kereki település felső (É-i) végénél jobbra fordulva a temető mellett feltolhatjuk a biciklit a Gyugy-hátra, az antennatornyok felé. A kilátás nem olyan látványos, mint ahogy a leírások ígérik.
```
       N46° 48’ 28,08”	E17° 55’ 47,46”
       N46,8078°	E17,9299°
EOV    X:163224m	Y:564706m
```